# (11140) Yakedake
(11140) Yakedake est un astéroïde de la ceinture principale.

## Description
(11140) Yakedake est un astéroïde de la ceinture principale. Il fut découvert le 2 janvier 1997 à Ōizumi par Takao Kobayashi. Il présente une orbite caractérisée par un demi-grand axe de 3,06 UA, une excentricité de 0,15 et une inclinaison de 12,0° par rapport à l'écliptique.

## Compléments